# Kanina
Kanina ist eine Gemeinde in Tschechien. Sie liegt elf Kilometer nordöstlich von Mělník und gehört zum Okres Mělník.

## Geographie
Kanina befindet sich im Süden der Daubaer Schweiz. Das Dorf liegt auf einer Hochebene, nach Norden schließt sich das trockene Felsental Vrbodol an. Im Westen liegt das von der Pšovka durchflossene Kokořínský důl. Östlich verläuft die Eisenbahn von Mělník nach Mladá Boleslav. Die Bahnstation Kanina liegt einen reichlichen Kilometer außerhalb des Dorfes nach Südost.
Nachbarorte sind Sedlec im Norden, Mšeno im Nordosten, Stránka im Osten, Velký Újezd im Südosten, Nebužely im Süden, Bosyně im Südwesten, Kokořínek und Kokořín im Westen sowie Hradsko im Nordwesten.

## Geschichte
Kanina wurde im Jahre 1207 erstmals urkundlich erwähnt, als Ottokar I. Přemysl das Gut Řepín einschließlich der Dörfer Libeň, Sedlice und Kanina dem Deutschritterorden schenkte. 1237 erneuerte dessen Sohn Wenzel I. die Schenkung.
Nach der Aufhebung der Patrimonialherrschaften bildete Kanina ab 1850 eine Gemeinde im Bezirk Mělník. Zwischen 1980 und 1990 war das Dorf nach Mšeno eingemeindet.

## Gemeindegliederung
Für die Gemeinde Kanina sind keine Ortsteile ausgewiesen.

## Sehenswürdigkeiten
- Reste der Burg Harasov, südwestlich über dem Kokořínský důl
- Reste der Burg Staráky, westlich bei Kokořín
- Naturreservat Kokořínský důl
- historische Bauerngehöfte
- Glockenturm